# San Marcos, Apaxtla
San Marcos är en ort i Mexiko.   Den ligger i kommunen Apaxtla och delstaten Guerrero, i den södra delen av landet, 190 km sydväst om huvudstaden Mexico City. San Marcos ligger 429 meter över havet och antalet invånare är 128.
Terrängen runt San Marcos är huvudsakligen kuperad, men åt sydost är den bergig. San Marcos ligger nere i en dal. Runt San Marcos är det glesbefolkat, med 20 invånare per kvadratkilometer. Närmaste större samhälle är Apaxtla de Castrejón, 19,6 km nordost om San Marcos. I omgivningarna runt San Marcos växer huvudsakligen savannskog.